# Johan VI Hoen de Cartils

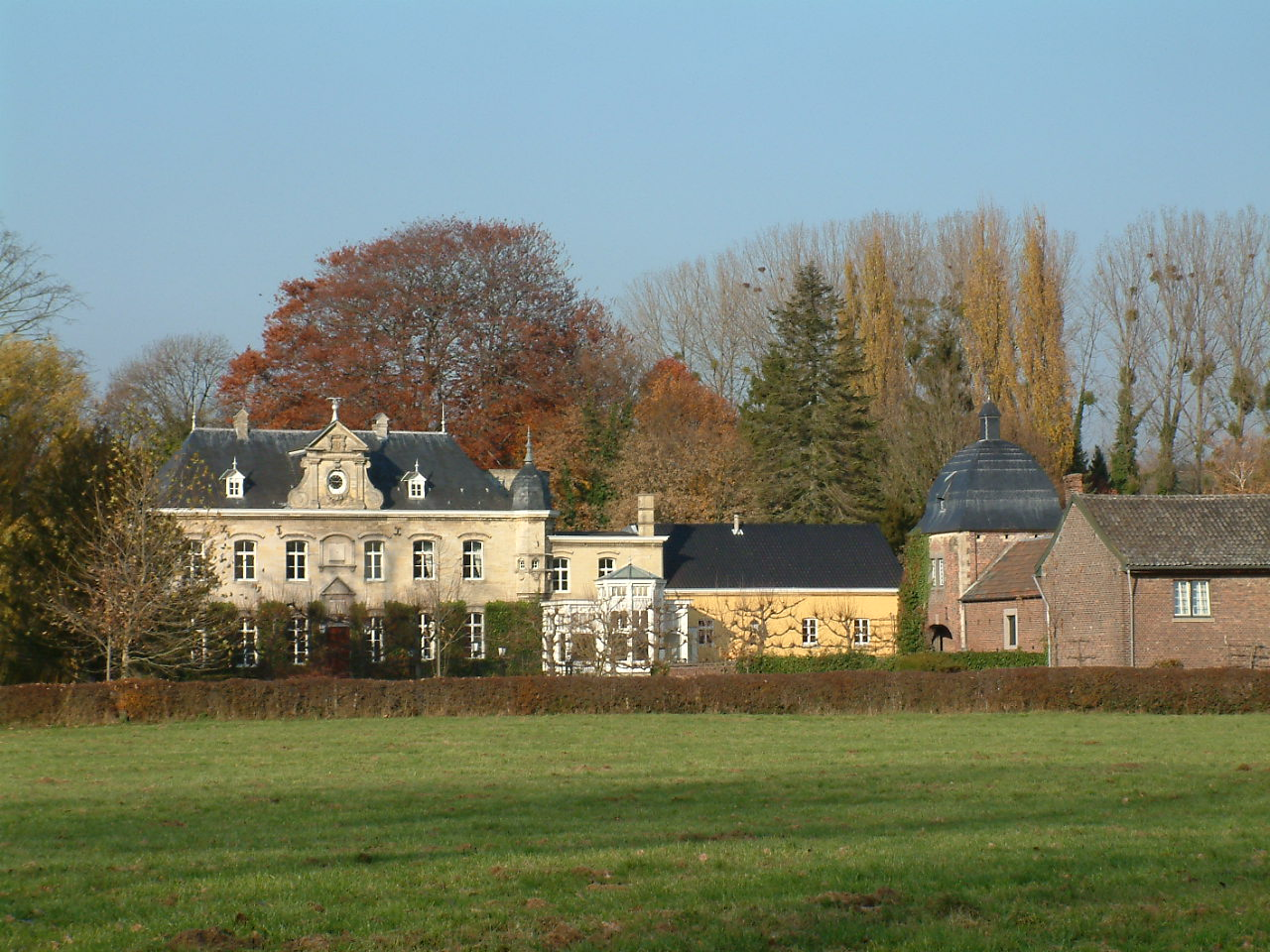
Kasteel Cartils

Johan VI Hoen de Cartils, baron Hoen de Cartils, (ca. 1450 - ?). Hij was een zoon van Johan V Hoen de Cartils, baron van Cartils, (1415 - 1479) die getrouwd was met Maria I van Hulsberg (ca. 1420 - ?).
Hij trouwde met Isabella van Segraedt (1455 - 1507) de dochter van Peter van Segraedt en Adelheid van Overbach. Uit zijn huwelijk werd geboren:
- Hendricus III Hoen de Cartils (ca. 1500 - ?)